# Supersaur
Supersaur je bio ogroman sauropod dug preko 30 metara i težak stotinu tona. Živio je u razdoblju jure i hranio se golemim količinama bilja kako bi održao svoju težinu. Kao odrasli mogao se lako zaštiti od svakog grabežljivca ali mladi su bili izloženi mnogim grabežljivcima pa ih se moralo izleći mnogo kako bi preživjeli. Supersaur je izumro kad je krajem jure klima postala suša te više nije imao dovoljno hrane.